# チャールズ・ガルスト
チャールズ・エリアス・ガルスト（Charles Elias Garst、1853年8月23日 - 1898年12月28日）は、アメリカ合衆国の宣教師、ディサイプルスの宣教師。日本で最初に比例代表制を提唱した人物であるとされる。通称「単税太郎」。
オハイオ州デイトンに生まれる。1872年ウェストポイントの陸軍士官学校に入学する。1874年母親の死を経験し信仰が覚醒する。1876年ディサイプルス派に影響を受け、洗礼を受ける。1882年軍隊を辞職する。
1883年妻ローラとG・T・スミス夫妻と一緒に来日する。1887年秋田伝道に携わり、その後山形県鶴岡に行く。
1896年、ヘンリー・ジョージの流れをくむ土地共有制実現のための単税論（課税対象を土地所有者のみに限定すべきとする議論）に興味をもって、単税研究会を立ち上げる。1897年には機関誌「単税」を創刊する。1898年にはA "A Great Economic Equatian"を著す。これらの活動から彼は「単税太郎」の名で知られるようになった。彼の単税運動は「土地均享論」で知られる宮崎民蔵に影響を与え、彼の弟・滔天を通じて孫文の「耕者有其田」の論に影響を及ぼすことになった。
1898年に築地で死去する。青山外国人墓地に葬られる。